# 克利米夫卡 (斯瓦托韋區)
49°38′48″N 38°55′54″E / 49.64667°N 38.93167°E
克利米夫卡（烏克蘭語：Климівка）是位於烏克蘭東部的村莊，由盧甘斯克州斯瓦托韋區的比洛库拉基内市镇負責管轄。該村始建於1795年，面積0.32平方公里，海拔高度148米，2001年人口1，人口密度每平方公里3.13人。